# Girls (Lil Peep)
Girls è un singolo del rapper statunitense Lil Peep, in collaborazione con Horse Head, pubblicato il 1º gennaio 2016 come primo ed unico estratto del mixtape Hellboy.

## Tracce
1. Girls – 4:00 (testo: Gustav Åhr, Christopher Thorne – musica: Dirty Vans)